# Adam Straith
Adam Straith est un joueur international canadien de soccer né le 11 septembre 1990 à Victoria. Il joue comme défenseur.

## Biographie

### Carrière en club
Sans club, Straith est mis à l'essai par l'Impact de Montréal fin octobre 2014. 

### Carrière internationale
Adam Straith compte 43 sélections avec l'équipe du Canada depuis 2010.
Le 27 juin 2017, il fait partie des 23 appelés par le sélectionneur national Octavio Zambrano pour la Gold Cup 2017.